# Monotoplana
Famille
Genre
Monotoplana est un genre de vers plats marins, le seul de la famille des Monotoplanidae. Cette famille appartient à l'infra-ordre des Lithophora et à l'ordre des Proseriata.

## Systématique
Les noms valides complets (avec auteur) de ces taxons sont :
- pour la famille : Monotoplanidae Ax, 1958[1]
- pour l'unique genre : Monotoplana Meixner, 1938[1]

### Synonymes
Monotoplanidae a pour synonyme Globuliphorinae Westblad, 1952, qui était auparavant une sous-famille de la famille des Monocelididae.
Monotoplana a pour synonyme Globuliphora Westblad, 1952.

### Liste des espèces
Selon la base de données World Register of Marine Species (17 décembre 2023), le genre Monotoplana contient les espèces suivantes :
- Monotoplana diorchis Meixner, 1938
- Monotoplana rufifrons (Westblad, 1952)